# Anolis naufragus
Espèce
Synonymes
- Norops naufragus Campbell, Hillis & Lamar, 1989

Statut de conservation UICN

 VU B1ab(iii) : Vulnérable
Anolis naufragus est une espèce de sauriens de la famille des Dactyloidae. 

## Répartition
Cette espèce est endémique du Mexique. Elle se rencontre dans les États de Puebla et d'Hidalgo.

## Publication originale
- Campbell, Hillis & Lamar, 1989 : A new lizard of the genus Norops (Sauria: Iguanidae) from the cloud forest of Hidalgo, Mexico. Herpetologica, vol. 45, no 2, p. 232-242.